# ソニア (ノルウェー王妃)
ソニア（ノルウェー語: Sonja （av Norge）, 1937年7月4日 - ）は、ノルウェー王ハーラル5世の王妃（Dronning）。旧名はソニア・ハーラルセン（ノルウェー語: Sonja Haraldsen）。

## 経歴
デパート経営者カール・アウグスト・ハーラルセンの娘として、オスロで生まれた。王太子ハーラル（のちのハーラル5世）と9年もの交際期間を経て、1968年3月に婚約した。ハーラル王太子は周囲の同意を得ずにソニアと結婚すれば王位継承権を失うのでは、と悩み抜いたという。また、平民を王太子妃に迎えるに当たって前例がないため、同じく悩み抜いたオーラヴ5世は政府に相談したという。その際にノルウェー政府が参考にしたのが、平民を皇太子妃（後の上皇后美智子）に迎えた日本の皇室であった。
1968年8月29日に結婚。マッタ・ルイーセ王女、ホーコン王太子の2子をもうけた。
1982年、ナンセン難民賞を受賞した。2005年には南極大陸のドロンニング・モード・ランドを訪問、南極を訪れた最初の王妃となった。
2007年、夫ハーラル5世とともにホルメンコーレン・メダルを受章した。